# Kevlár

A kevlár kémiai szerkezete. Félkövéren szedett: a monomer egysége. Szaggatott: a hidrogénkötések

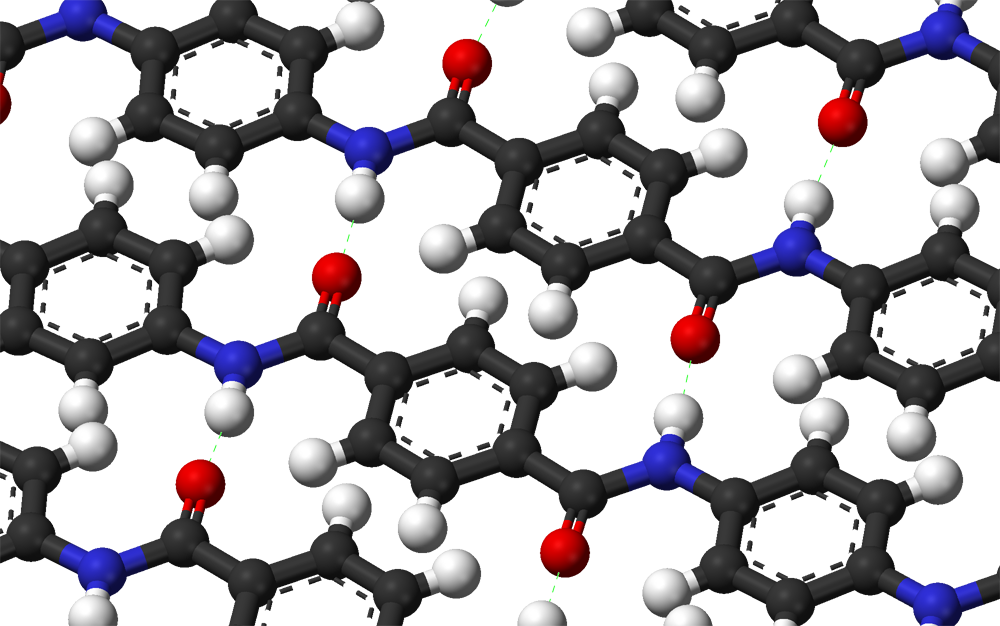
A kevlár háromdimenziós szerkezete

A kevlár egy szintetikus aramidszál, amelyet Stephanie Kwolek, a DuPont® kutatója talált fel 1965-ben. Fő jellemzője a nagy mechanikai ellenállás a húzással szemben, olyannyira, hogy azonos tömeg mellett 5-ször ellenállóbb, mint az acél.
A kevlár hő- és lángállósággal is rendelkezik. Ellenállási tulajdonságai miatt erősítő szálként használják golyóálló mellények, extrém sportok felszereléséhez, valamint repülőgépekben, hajókban és versenyautó-alkatrészekhez.

## Története
Stephanie Kwolek találta fel, miközben erős, rugalmas szálat keresett a gumiabroncsok gumijának helyettesítésére. A kevlárt a DuPont® szabadalmaztatta 1973-ban.
Az évek során az ilyen típusú szintetikus szálak jelentős javulást értek el a mechanikai szilárdság tekintetében. Kezdettől fogva ígéretesnek bizonyult, több mint kétszeres szilárdsággal, mint az acélé, azonos tömeg mellett. Idővel még ellenállóbb termékeket fejlesztettek ki, amelyek az acélhoz képest legalább 5:1 arányt kínálnak (ezek a teljesítmények a mechanikai ellenállásra vonatkoznak, de a kopásra nem). A magas hőmérsékletnek is nagyon ellenáll.

## Gyártása
A kevlárt az 1,4-fenilén-diamin (para-fenilén-diamin) és a tereftaloil-klorid monomerekből oldattá kondenzálják. A reakció melléktermékeként sósav keletkezik.

## Felhasználása

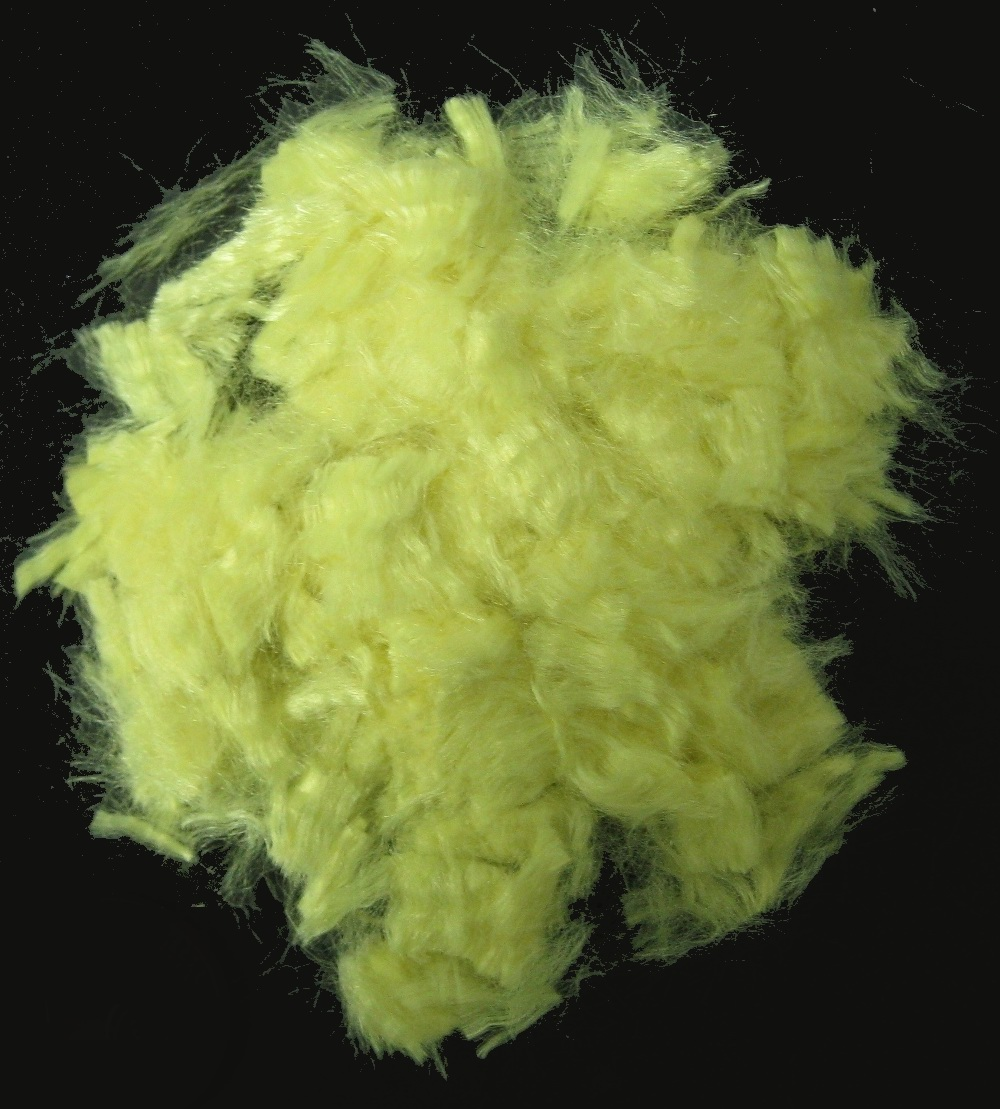
Kevlárszálak

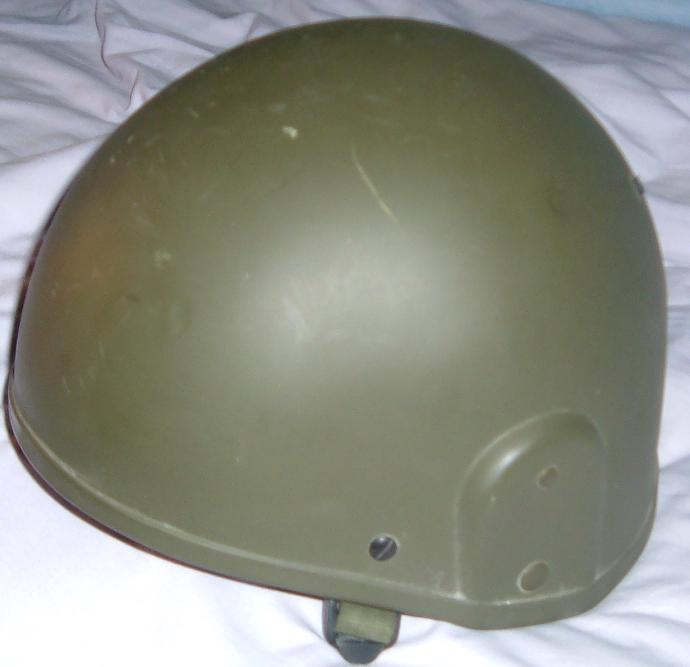
Kevlársisak

### Védelem
A kevlár egyik legismertebb felhasználási módja a golyóálló mellényekben való felhasználás: nagy szilárdságát a lövedékek mozgási energiájának képlékeny alakváltozáson keresztül történő elnyelésére használják. Néhány katonai sisak is ebből az anyagból készül, például az amerikai tengerészgyalogosok könnyű sisakja
A kevlárt bizonyos munkaruházatban is használják.
A kevlár nem hatékony áttörő tárgyak, például szuronyok vagy kések, vagy páncéltörő golyók ellen. Az ilyen típusú támadások elleni védelem érdekében a kevlár szövethez könnyűötvözet fémpaneleket adnak. A kevlár és a könnyűötvözetek kombinációját súlykorlátozás alá eső járművek, például páncélozott helikopterek védelmére is felhasználják. Ebben az összefüggésben a kevláron kívül más szintetikus szálakat is használnak, mint például a kevésbé híres nomexet vagy a szénszálat.

### A technikai versenysportban
Könnyűsége miatt a szálat széles körben használják versenyautókban és motorkerékpárokban:
- szerkezeti elemként, az alvázban vagy karosszériában
- vezérműszíjakhoz
- tárcsafékvezetékekben, hogy megakadályozzák a vezeték nyomás alatti duzzadását, javítva a fékrendszer pontosságát és erejét;
- egyes nagy teljesítményű gumiabroncsok burkolatában
- a Formula–1-es tartályokban két rétegből készült: a belső nitril-gumi, a külső pedig bizonyos kezelésekkel megerősített kevlárral, ami lehetővé teszi a tartály deformálódását repedés vagy törés nélkül.
- Kétütemű motorkerékpár hangtompítókban: hosszas használat után sem ég le az anyag.

Hőviselkedésük miatt az aramidszálakat speciális gumiabroncsok megerősítő burkolatához használják, és a fékbetétek azbeszt helyettesítésére is alkalmasnak találták.

### Sportfelszerelés
Nagyon magas fajlagos mechanikai ellenállása ideálissá teszi számos sportfelszerelés készítéséhez, még akkor is, ha a költségek versenyképes szintre szorítják. Néhány példa:
- Kenuk és lapátok alja
- Kötelek sziklamászáshoz és óriási tartókapcsokhoz
- Biliárd-dákóhegyek, azaz a fogantyúba csavarható elülső részhez
- Zsinór a horgászatban, különösen az utolsó rész (úgynevezett előke?), ahol csökkentett átmérő szükséges. Harcsák és nagyragadozók horgászatára használják.
- Vitorlák és kötelek (lapok és kötelek) vitorlás hajókban
- A kerítéshez használt védőfelszerelés egyes részei a Fédération Internationale d'Escrime előírásai szerint
- Erősítések motoros műszaki ruházatban. Például Valentino Rossi 2010-es mugellói sérülése után kevlárvédelemmel ellátott öltönyök használatát vette át a bokán, a sípcsonton és a fibulán.
- A jégkorongütőkben a magot alkotó szénszálak védő és felületi megerősítéseként
- Az ideg a modern íjakban és számszeríjakban
- BMX kerékpár gumiabroncsok gyártása
- Tollaslabdaütő keret
- Kiszúrásgátló szalagok BMX kerékpárokhoz
- Változó felhajtóerő kompenzátorokban (BCV) búvárkodásban
- Ejtőernyők és siklóernyők siklókötegében
- Órakészítés, a precíziós óratok egyes részeihez használják

### Egyéb felhasználásai
- Ez alkotja a gyúlékony zsonglőrszerszámok kanócát
- erősítésként az optikai szálkötegekkel ellátott kábelek szakítószilárdságának növelésére, nagy szilárdsága miatt a szálköteg külső burkolatának leválasztására is használható
- Okostelefonok készítéséhez
- Fiber Reforced Polymers nevű kompozit anyagok gyártására használják, amelyeket nemrégiben falazott és vasbeton épületek statikai megszilárdítására használnak
- kiváló minőségű Hi-Fi hangszórók
- sisakok gyártása a tűzoltók számára
- régi és modern vászonfestmények szerkezeti helyreállítása során támasztó megerősítési műveleteknél, amikor minimális szelvényekben az ellenállási tulajdonságok szükségesek alacsony rugalmas deformálhatóság mellett.
- űrhajós öltönyökhöz

## A tömegkultúrában
- A kevlár az az anyag, amelyből Batman öltönyét készítik, mind a képregényekben, mind Batman Begins, A sötét lovag és A sötét lovag – Felemelkedés című filmekben. Ugyanezt az anyagot használják a különböző Robinok és számos pártfogoltja (Nightwing, Vörös sisak, Batgirl, Batwoman, Spoiler).
- Az azonos című filmekből származó kiborg rendőr, Robocop páncélja kevlárral laminált titánból készült.
- Más képregényszereplők, például a Megtorló és a Kick-Ass kevlár golyóálló mellényt viselnek.
- A Hősök című sorozat harmadik évadában Haiti René fivérének kevlár teste van, ami emberfeletti erőt ad neki, olyannyira, hogy az általa vezetett banda istennek tartja.
- A Rampage és folytatásai című filmben a főhős egy kevlárpáncélt épít, amely lehetővé teszi számára, hogy golyóálló legyen.
- Az A zöld íjász című tévésorozat negyedik évadában Zöld Nyíl és munkatársai jelmeze kevlárból készült.
- A Fekete Villám című tévésorozatban Black és munkatársai jelmezei kevlárból készülnek
- Az XCOM 2 videojátékban ez a katonák alappáncéljának anyaga

## Fordítás
- Ez a szócikk részben vagy egészben  a   Kevlar című olasz Wikipédia-szócikk ezen változatának fordításán alapul.  Az eredeti cikk szerkesztőit annak laptörténete sorolja fel. Ez a jelzés csupán a megfogalmazás eredetét és a szerzői jogokat jelzi, nem szolgál a cikkben szereplő információk forrásmegjelöléseként.